# Marie Tussaud

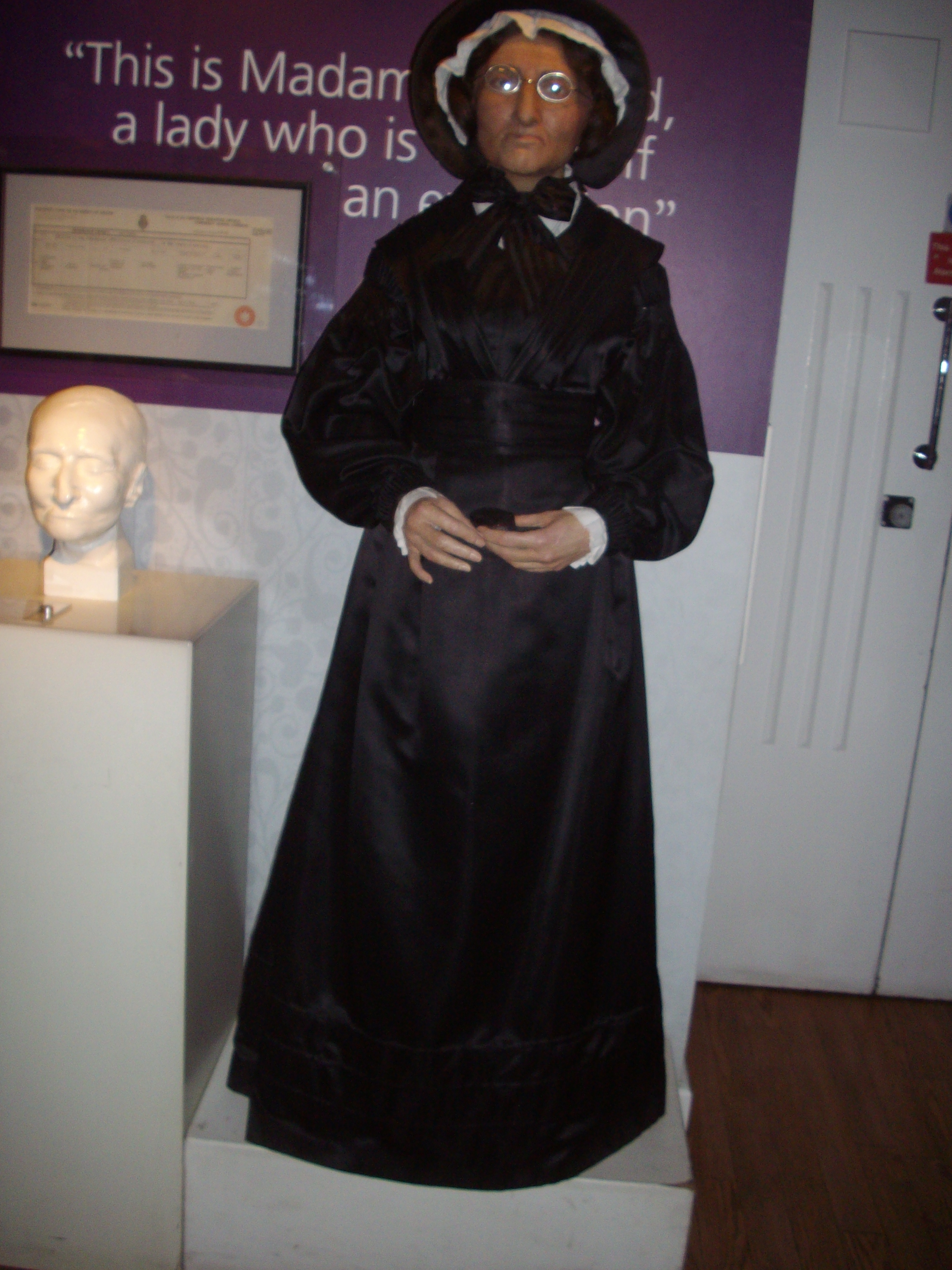
Jej figura woskowa w założonym przez nią muzeum.

Marie Tussaud (ur. 1 grudnia 1761 w Strasburgu, zm. 16 kwietnia 1850 w Londynie) – francuska artystka znana z wykonywania rzeźb z wosku. Założycielka Muzeum Figur Woskowych Madame Tussaud w Londynie.
Ojcem Marie Tussaud był Joseph Grosholtz, który zginął podczas wojny siedmioletniej na dwa miesiące przed jej narodzinami. Matka Anne-Marie Walder, była zatrudniona u szwajcarskiego lekarza Philippe’a Curtiusa jako gospodyni domowa. Doktor zajmował się tworzeniem figur woskowych dla ilustrowania anatomii, od 1762 roku był właścicielem muzeum w Paryżu. Przebywająca tam Marie Tussaud nauczyła się jego umiejętności i w wieku 16 lat stworzyła swoją pierwszą postać z wosku – Voltaire'a. Jej kolejne formy brały udział w paradach ulicznych popularyzując jej osobę. W wieku 17 lat w Wersalu nauczała sztuki Elżbietę Burbon, siostrę króla Ludwika XVI. Później w czasie rewolucji francuskiej musiała udowodnić swoją wierność szlachcie tworząc z wosku maski śmierci straconych arystokratów.
Po śmierci doktora Curtiusa w 1794 roku Marie odziedziczyła jego kolekcję figur i wyemigrowała do Londynu. Rok później poślubiła François Tussaud zmieniając tym samym nazwę swojej wystawy na Madame Tussauds. Podróżowała ze swoją wystawą po Anglii, Walii i Irlandii. W 1835 roku założyła pierwsze stałe muzeum na Baker Street, w którym pokazano między innymi wystawę Chamber of Horrors. Wystawa zawierała figury postaci, które zginęły podczas rewolucji francuskiej, przestępców i morderców oraz około 400 innych osób. Większość tej kolekcji jednak spłonęła w pożarze w 1925 roku, została zniszczona w trzęsieniu ziemi w 1931 oraz w trakcie bombardowania podczas II wojny światowej.
Ostatnią jej pracą była wykonana w 1842 roku rzeźba swojej osoby. Zmarła we śnie w Londynie 16 kwietnia 1850. Miała dwóch synów.
Znany muzyk i kompozytor muzyki elektronicznej Klaus Schulze zadedykował jej utwór pod tytułem: "Fear at Madame Tussaud's" dostępny na wydawnictwie La Vie Electronique 6 (płyta pierwsza, ostatni utwór).